# Test Bechdel

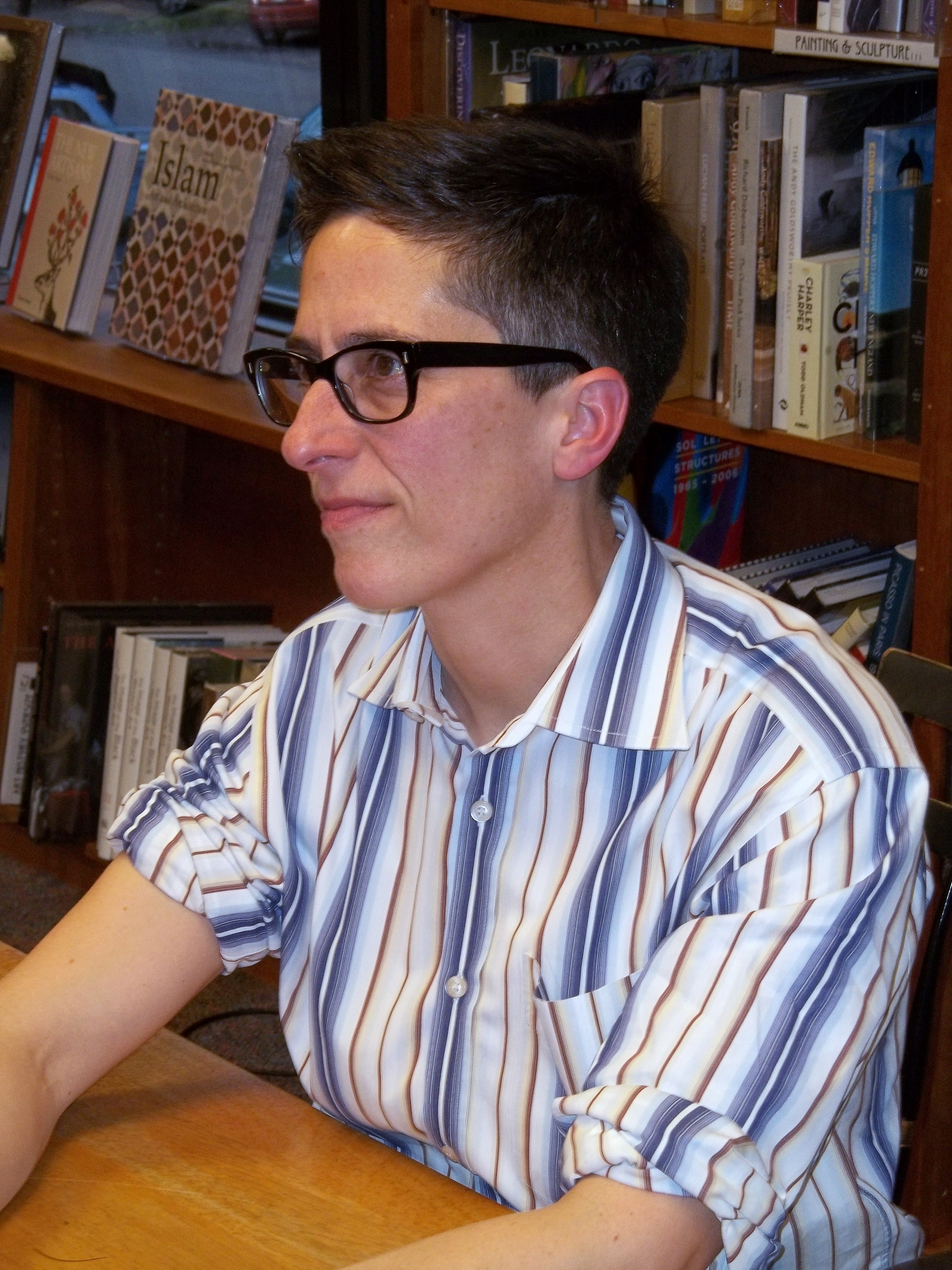
Alison Bechdel w księgarni „Politics and Prose”

Schematyczna ilustracja testu Bechdel

Test Bechdel, znany również jako test Bechdel-Wallace jest używany jako wskaźnik aktywnej obecności kobiet w treściach kultury. Często stosowany w celu pokazania braku równości między płciami wynikający z seksizmu.
Aby zaliczyć test, film (lub inne dzieło) musi spełnić trzy warunki:
1. Muszą pojawić się co najmniej dwie postacie kobiece,
2. które prowadzą ze sobą rozmowę,
3. dotyczącą czegoś innego niż mężczyźni.

W niektórych iteracjach jest także wymaganie, że obie postacie kobiece muszą mieć imiona.
W żartobliwej formie test pojawił się po raz pierwszy, w komiksie rysowniczki Alison Bechdel Dykes to Watch Out For z 1985 roku. Sama Bechdel preferuje nazwę test Bechdel-Wallace – Liz Wallace to przyjaciółka Bechdel, która wymyśliła koncepcję testu. 
Alison Bechdel, w artykule „Testy”, napisała, że jest pewna, iż Liz Wallace inspirowała się fragmentem książki Virginii Woolf, Własny pokój, z 1929 roku.
Dane dotyczące kina są gromadzone na stronie bechdeltest.com. Według danych na marzec 2024 oceniono 9802 filmy, z czego: 
- 5594 filmy (57.1%) zdają wszystkie trzy testy,
- 1000 filmów (10.2%) zdają dwa z trzech testów,
- 2124 filmy (21.7%) zdają jeden z trzech testów,
- 1084 filmy (11.1%) nie zdają żadnego testu.